# أنور كامل
ولد أنور كامل في جوبر – دمشق في العام 1934 ، التحق بكلية الهندسة المدنية في الإسكندرية في العام 1955 ، درس الدكتوراه في مدينة برنو في تشيكوسلوفاكيا من العام 1968 إلى العام 1971 ، التحق بالجيش العربي السوري كضابط مهندس من العام 1962 ، أصبح عضواً لمجلس الشعب في العام 1972، توفي في العام 1974

## سيرة
لمع أنور كامل في مدينة دمشق كأحد أقطاب المدينة في مجالات العمل العام الخدمي والعمل النقابي وممثلاً مخلصاً لجوبر التي ولد فيها واصول والده محمد يوسف كامل منها.
ومن أهم انجازت أنور كامل هي نظريته في رشوحية المياه التي منح وفقها الدكتوراه في الهندسة المدنية اختصاص مياه، وايضاً نال براءة اختراع عليها في العام 1979 من الملكة البريطانية.
وساهم أنور كامل منذ بدء عمله في الهندسة في العديد من مشاريع إيصال المياه إلى المدن السورية، وأهم مشروع تولاه بهذا المجال هو مشروع آبار مدينة دمشق الاحتياطية "
كان عضواً في المكتب التنفيذي لنقابة المهندسين السوريين
وعضواً في مجلس الشعب

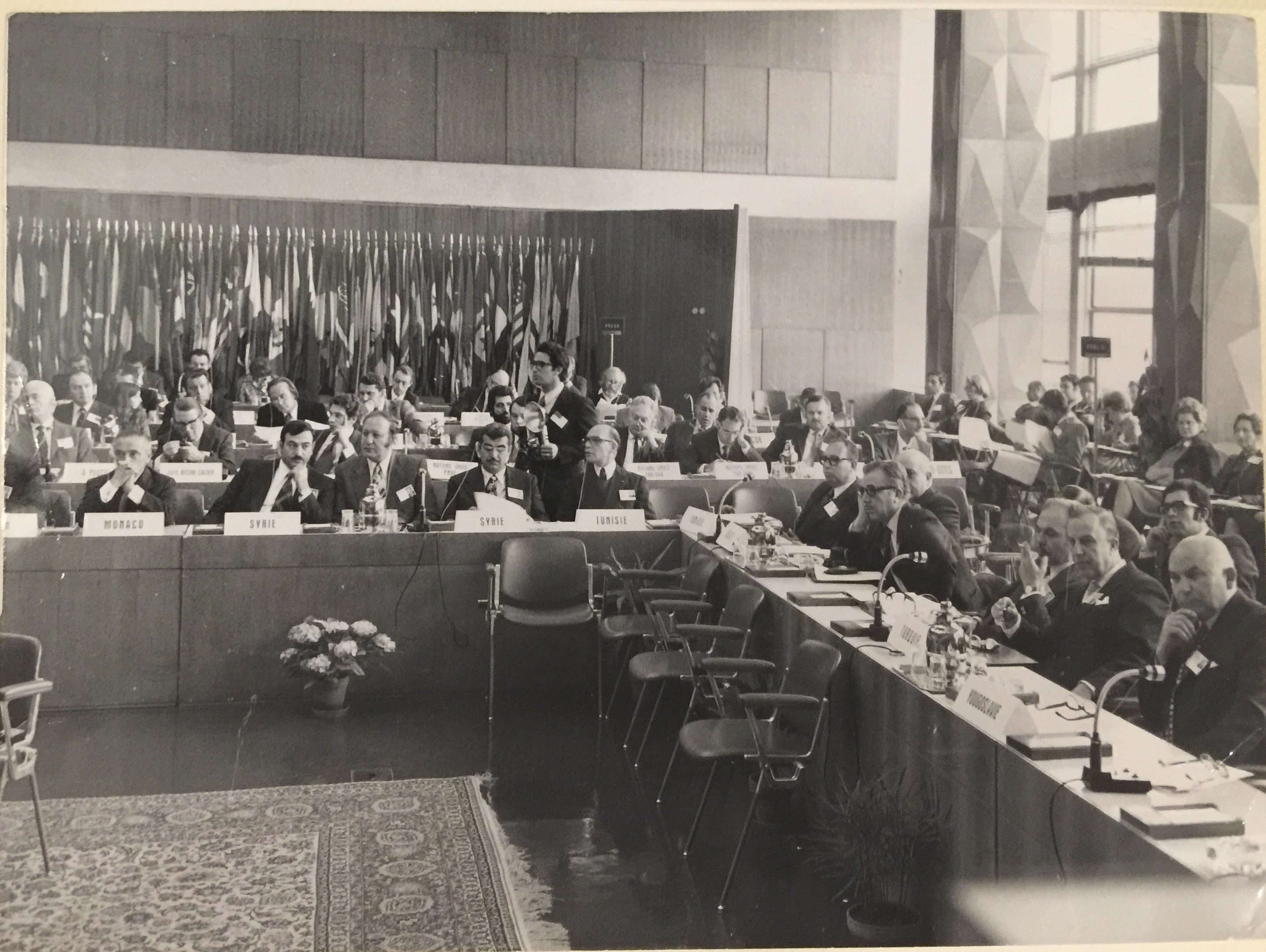
أنور كامل مشاركا في مؤتمر دولي للمياه في العام 1974

واستلم متابعة أعمال الدفاع المدني اثناء حرب تشرين \أكتوبر في العام 1973
وآخر المشاريع التي عمل فيها كان مشروع تشجير جبل قاسيون .

## الأسرة
- زوجة أنور كامل : الدكتورة نجوة قصاب حسن – وزيرة الثقافة الأسبق في سورية - وعضو مجلس الشعب
- أولاده الذكور : المهندس رشاد كامل والدكتور عماركامل
- أولاده الإناث : الدكتورة المهندسة رشا كامل
- والد أنور كامل : محمد يوسف كامل
- والدة أنور كامل: صبحية الحاج ويس
- أخوته البنات: سميرة، عدلا، سعاد، أميرة

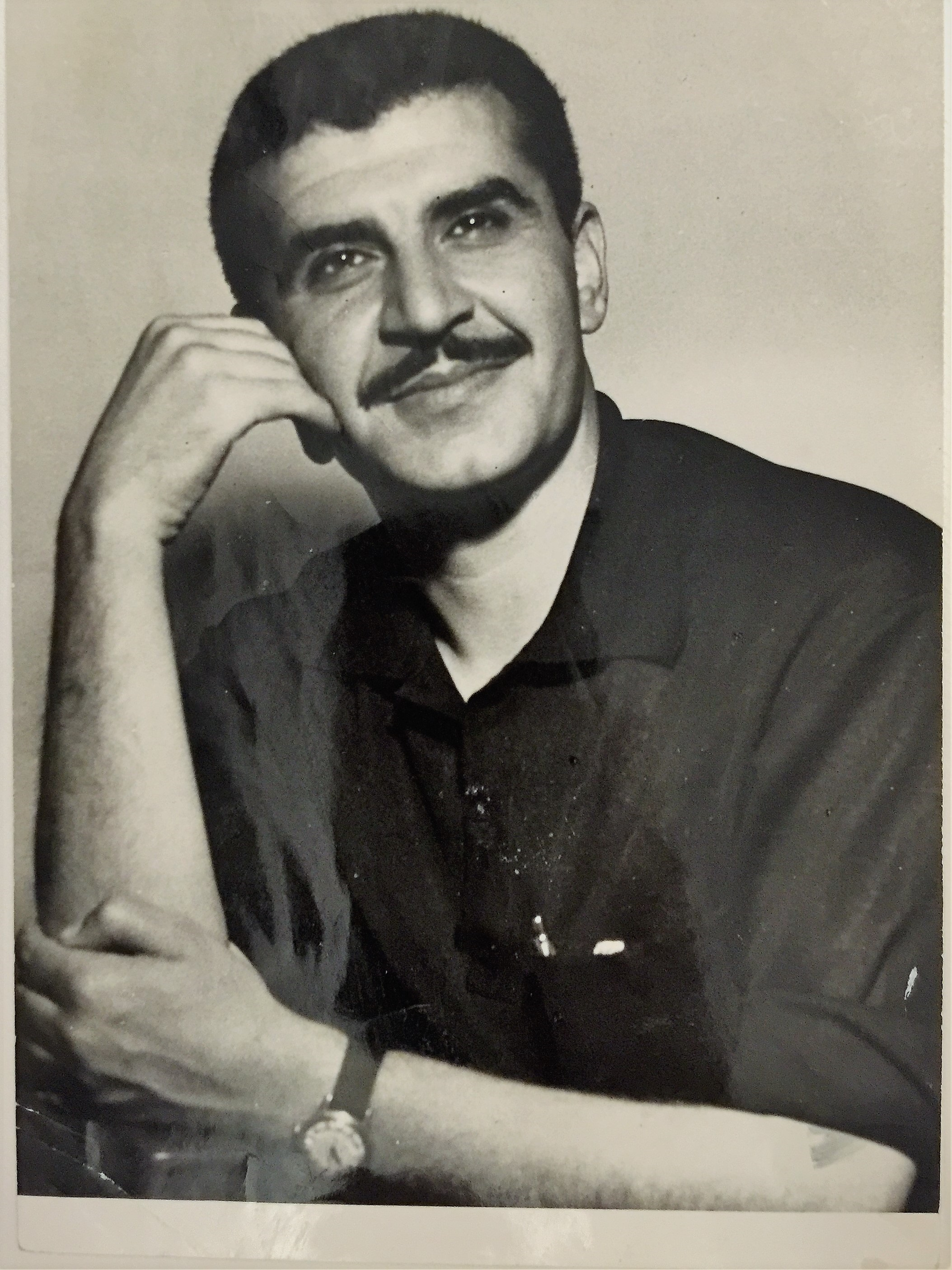
أنور كامل

- أخوته الذكور : نجاة

## اختراع النظرية الجديدة في رشوحية المياه
لعل من أحد أهم الدلائل على ذكاء أنور كامل وإبداعه أنه توصّل أثناء تحضيره لأطروحة الدكتوراه في الهندسة الصحية إلى ابتداع نظريةٍ جديدةٍ حول رشوحية المياه واخترع لإثبات نظريته جهازاً جديداً وبنى قياساته على معادلةٍ رياضيةٍ جديدة
فقد ناقش أطروحة الدكتوراه أمام لجنة علمية عالية المستوى ومتخصصة بقضايا المياه و رشوحيتها وقد أبهرتهم فكرة الجهاز الجديد ومواصفاته والتي قلبت مفاهيم الطرق السابقة في قياس رشوحية المياه، والتي كانت تستوجب جهازاً ضخماً ومعقداً وباهظ التكاليف ويحتاج الوصول إلى قياس مدى عكارة المياه وسرعة رشوحيتها إلى يومٍ كامل ولكن الجهاز الذي اخترعه قد اختصر الوقت إلى دقائق واختصرحجم الجهاز بحيث يمكن حمله ونقله واختصر الكلفة إلى الصفر، وقد استطاع تحقيق ذلك بأن قلب مفهوم قياس رشوحية المياه والتي كانت الطريقة التقليدية المتبعة سابقاً والتي كان يتم فيها تمرير المياه عبرمرشحات كبيرةٍ وأنواعٍ من المواد التي تمسك بالعلائق الموجودة في المياه العكرة، مع ضرورة وجود أجهزة معايرة الضغط الجوي وغير ذلك والذي استوجب جهازاً يحتاج إلى مكان واسعٍ وعالٍ كحجم المسرح، ولكنه باختراعه جعل الجهاز الصغير هو الذي ينزل في عينات المياه المراد قياس مدى عكارتها ويتم حساب القياس للرشوحية من خلال معادلة رياضيةٍ قام بتحديدها بعد تجارب عديدة لقياس نسبة العكارة من خلال قياس سرعة رشوحيتها عبر الجهاز والتي لا تتجاوز الدقائق المعدودة للحصول بعدها على مياه نقيةً صالحةً للشرب، وقد نال استنادا إلى اختراعه ونظريته الجديدة درجة الشرف في الدكتوراه .
سجل براءة اختراعه في شركة ( (kemp& coفي بريطانيا حين أوفده مجلس الشعب كبرلماني متخصص في المياه إلى إيطاليا لحضور مؤتمر دولي حول ( تلوّث البحر الأبيض المتوسط ) في روما عام 1974 ، ومنها سافر إلى لندن لمدة اسبوع زار فيه مكتب براءة الاختراع وتقدم بالأوراق المطلوبة للتسجيل لحفظ حقوق الملكية الفكرية لنظريته وجهازه ولكنه لم يعطهم كامل مواصفات الجهاز والمعادلة إلى أن يتم استكمال الفحص الأولي للطلب على أن يرسل لهم بعد ذلك المواصفات الكاملة للجهاز الجديد للرشوحية والمعادلة لاستكمال الفحص العلمي الدقيق وتسجيل براءة الاختراع باسمه وحفظ حقوق الملكية الفكرية له . حيث تقتضي الأصول أن يرسل مكتب الاختراعات مضمون النظرية والمعلومات إلى مختلف الجهات العلمية المختصة وذات الصلة بالموضوع في العالم، وقد سمع به في بريطانيا عدد من طلاب الدراسات العليا فجاءوا لزيارته هناك وطلبوا منه الإشراف على رسائل الدكتوراه في ذلك المجال فتابع مع باحثين اثنين إمكانية تطبيقات نظريته الجديدة كما تمت فيما بعد الإشارة إلى نظريته الجديدة في بحوث الجامعة وسميت باسمه (نظرية أنور كامل في رشوحية المياه).

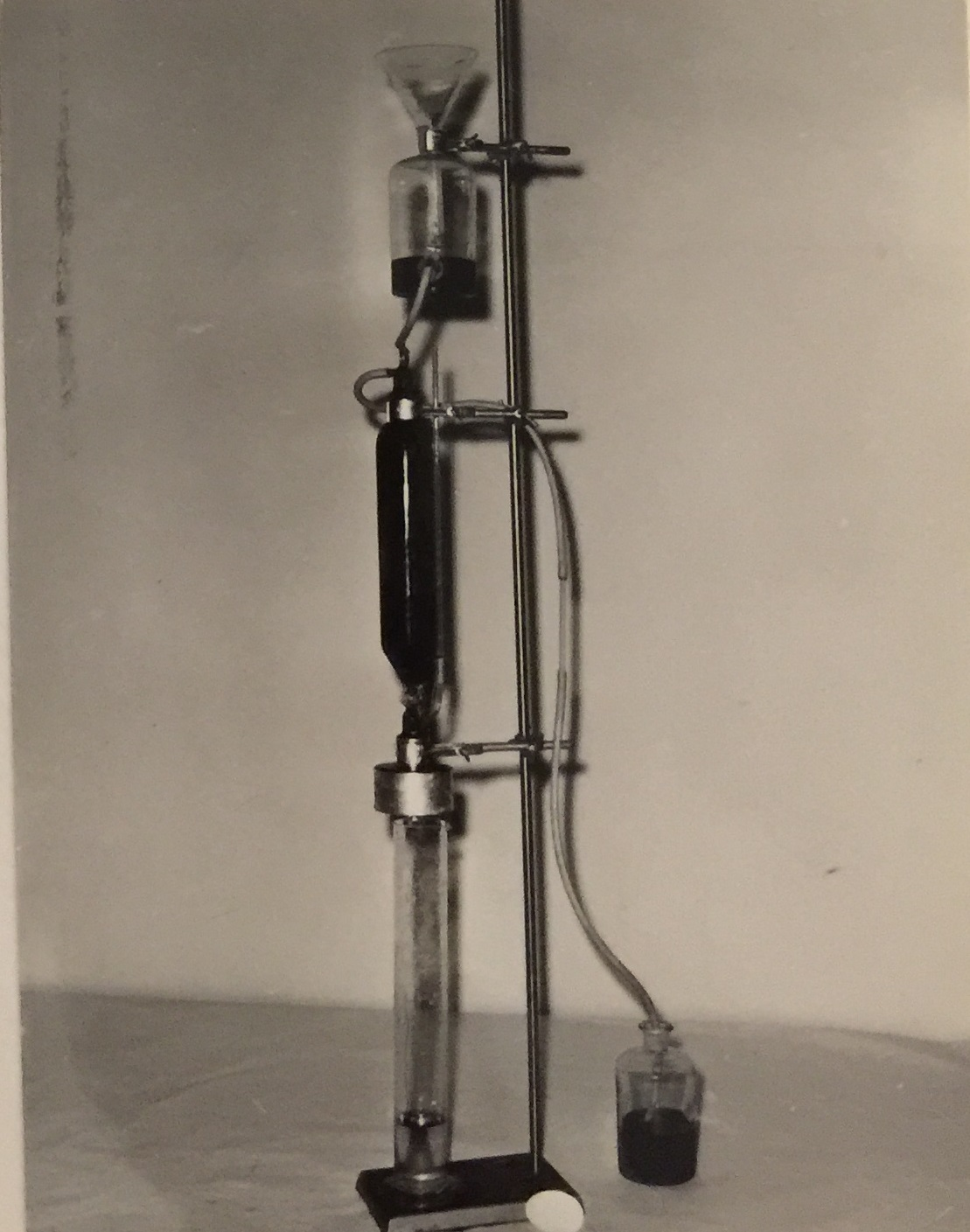
جهاز قياس رشوحية المياه المرتبط بنظرية أنور كامل للرشوحية

وتم استكمال تسجيل اختراعه بعد وفاته من قبل زوجته الدكتورة نجوة قصاب حسن، وحصل على براءة الاختراع بشكل موثق وممهور من الملكة اليزابيث ملكة بريطانيا في العام 1979.

### مبادراته الوطنية وإنجازاته
لقد كانت أولى امتيازاته في المستوى الوطني والعربي تطوعه وهو طالب في كلية الهندسة المدنية في الإسكندرية للمشاركة للدفاع عن مصر في الحرب ضد العدوان الثلاثي عام 1956 انخرط مع زملائه في الخدمة العسكرية حتى انتهت الحرب وعاد إلى الدراسة في الجامعة، كما تطوع للدفاع عن سورية في حرب عام 1967 رغم أنه كان حينذاك يعمل كضابطٍ مهندسٍ متطوع في الجيش العربي السوري.

### الترشيح لانتخابات مجلس الشعب
حين عاد للوطن متخصصاً وخبيراً في قضايا المياه والهيدروليك بادر مع محافظة مدينة دمشق لتنفيذ بحرات تجميليةٍ في كل من ساحة باب مصلى وساحة المالكي المتدرجة في مستويات تدفّق مياهها وغيرها من البحرات التزينية الجميلة .
كما بدأ بالتدريس في كلية الهندسة المدنية وإلقاء المحاضرات في اختصاصه فكسب محبة وإعجاب الطلاب بإسلوبه وخبرته وتخرجت عدة دفعات من المهندسين الذين حفظوا ذكراه لفتراتٍ طويلةٍ .
ثم تم الإعلان عام 1973 عن الترشيح لدورةٍ جديدةٍ في مجلس الشعب فتقدم ليكون مرشح نقابة المهندسين في قائمة مرشحي دمشق. وقد دفعته الرغبة في خدمة وطنه في مجالاتٍ جديدةٍ يستطيع من خلالها تحقيق الكثير مما يفيد المهندسين والشباب والتنمية، وقد استند إلى محبة الناس وتقديرهم وإعجابهم به شاباً وطنياً مخلصاً وخبيراً متخصصاً وإنساناً صادقاً في وعوده وطموحاً بشهد له الجميع بحماسه لكل ما فيه الخير لوطنه.

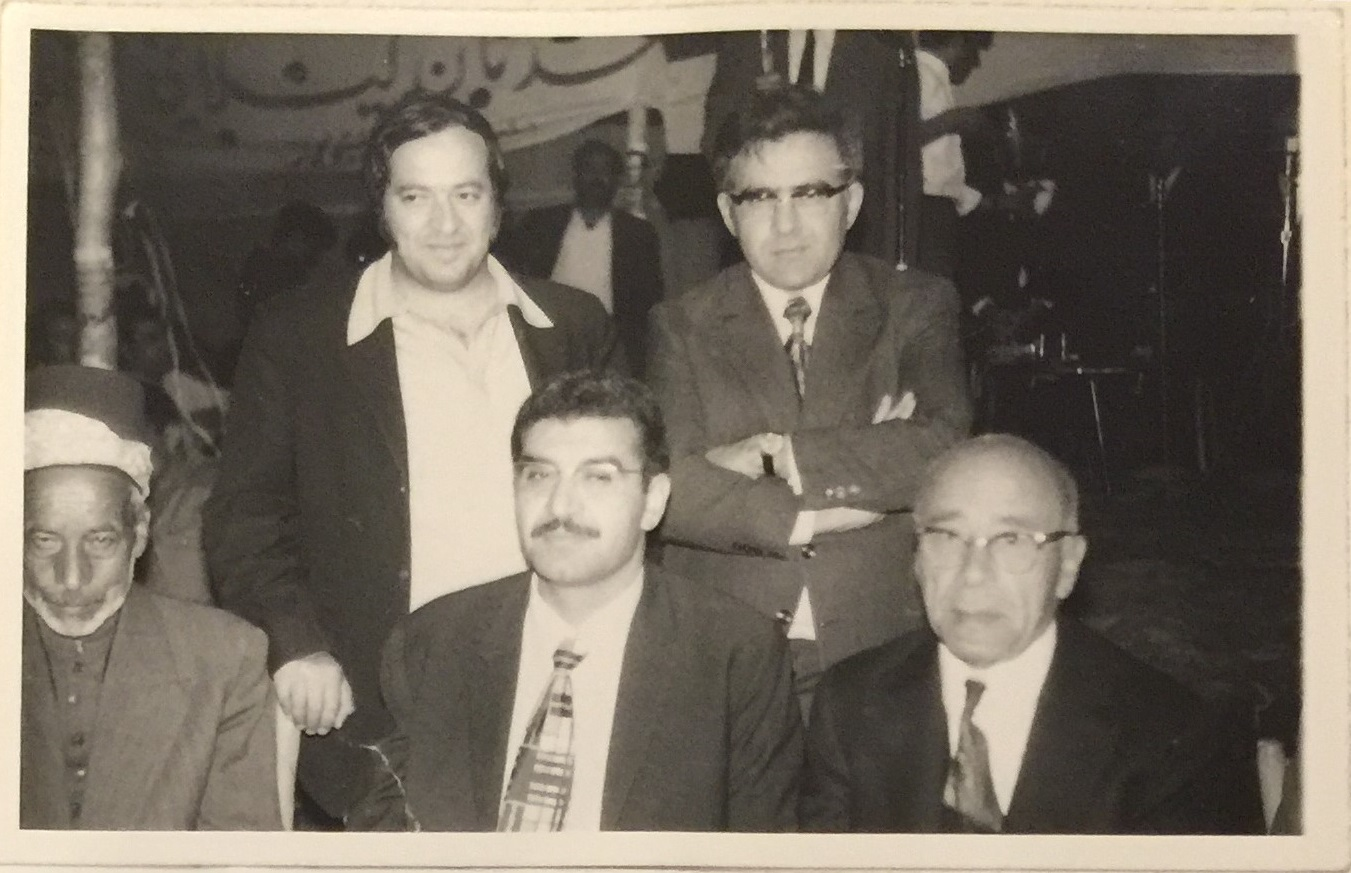
أنور كامل في حملة الترشح لمجلس الشعب السوري الدور التشريعي للعام 1973

وحين صدرت النتائج كانت مرتبته السادسة في قائمة مرشحي دمشق، وكان مشروعه الذي تقدّم به لاقتراح قانون جديد لتنظيم مهنة الهندسة في سورية من أول المشاريع التي تمت مناقشتها وإقرارها في مجلس الشعب والتي اقرت وتم العمل بها لسنواتٍ عديدةٍ تلت، وقد كان مشاركاً فاعلاً في مناقشات مجلس الشعب، ثم حصلت حرب تشرين التحريرية وانبرى للعمل كعضو مجلس شعب في قيادة فرق الدفاع المدني التي تابعت ونظّمت كل ما يتعلق بإمداد المياه وتوفيرها للقطعات العسكرية والمشافي والمدارس ونظّم مهمة توزيع الوقود وكل ما كلن مطلوباً من الدفاع المدني تحقيقه وعمل وضمن جاهزيةٍ من الدرجة الأولى في كل ما كان يتطلبه العمل.

### تنفيذه لمشروع آبار مدينة دمشق الاحتياطية
كان هاجس أنور كامل هو تأمين مياه الشرب النظيفة للناس فمنذ أن تم تعيينه في وزارة الشؤون البلدية والقروية عام 1961 حين عاد من مصر كانت مهمته حفر الابار في محافظات دمشق الجنوبية، كان يسافر إلى سهول درعا وقراها وإلى الجولان والسويداء ويدرس ويحدد أماكن حفر الابار ويتابع تنفيذها ثم تنفيذ الخزانات والمرشحات لتوفير المياه النظيفة .
هذا الشغف والإحساس بالمسؤولية عن تأمين مياه الشرب قد نبهه قبل حرب تشرين إلى مسالةٍ اقلقته كثيراً وهي أن أنابيب مياه نبع عين الفيجة كان بعضها مكشوفاً على ظاهر الأرض في بعض المناطق التي كان يتابعها وبحيث يمكن أن تكون عرضةً للقصف من قبل العدو الإسرائيلي، فكان دائم القلق حول مصادر تأمين المياه الاحتياطية للمدينة ويقترح الحلول الممكنة، إلى أن تمت دعوته مساء أحد الأيام بعد حرب تشرين بأسابيع وفي زمن ما دعي بحرب الاستنزاف والتي دامت لشهور عديدة، دعي من قبل رئيس الوزراء عبد الرحمن الخليفاوي آنذاك ودعي معه أيضاً كل من السيد رضا مرتضى مدير عام مؤسسة مياه عين الفيجة والدكتور ياسين الأسطة محافظ مدينة دمشق، حيث تم إبلاغهم بالحل الجذري والشامل لمشكلة تأمين المياه الاحتياطية لمدينة دمشق والذي وجّه به الرئيس حافظ الأسد وكان ذلك بعد أن تم العثور على خريطةٍ كانت بحوزة طيارٍ إسرائيلي قام بالعدوان على دمشق فتم إسقاط طيارته وكانت الخريطة تبين موقع عين الفيجة والمواقع التي سيقصفها على امتداد الأنابيب التي توصل المياه إلى مدينة دمشق .
و كان الحل يفوق كل التصورات فقد وجه الرئيس حافظ الأسد بأن يتم حفر 400 بئر احتياطي في مدة أربعة أشهر وأن يتم تركيب المرشحات وال(الفلترات) عليها لتكون المصدر الآمن لتوزيع المياه في المدينة وفي كل المرافق الحيوية كالمدارس والمشافي والحدائق والمساجد والكنائس ومناطق الكثافة السكانية .
أوكلت مهمة إدارة تنفيذ مشروع الآبار إلى أنور كامل وتمت تسميته ليكون مسؤولاً عن التنفيذ الفوري الذي خوله إيجاد آليات عمل مستثناةٍ من الإجراءات البيروقراطية المعتمدة ومنحه الصلاحيات الكاملة في التعاقد والمتابعة.
وفعلاً وضمن صلاحياته وحماسه وتلبيةً للضرورة القصوى في سرعة التنفيذ فقد بدأ العمل بالآلات الوطنيةٍ المتاحة وفتح باب المناقصات المحلية اصولاً فنجح في تنفيذ الآبار المخطط لها ضمن الفترة الزمنية المخصصة للمشروع .
```
بعد انتهائه من تنفيذ حفر 400 بئر كلفّه الرئيس حافظ الأسد بإدارة مشروعٍ كبير وهام وهو مشروع تشجير جبل قاسيون فكان ذلك بالنسبة له أكبر شهادةٍ على نجاح إدارته للمشروع السابق وتنفيذه له بتميّزٍ والتزامٍ كبيرين .
```

## مرضه ومعاناته
```
لم يصدق هو ولا من حوله من أهله فداحة خطر مرضه وسرعة تطوره وانتشاره ولم يتم إخباره عن مدى خطر مرض السرطان الذي انتشر في أمعائه ومن ثم في كبده لينتقل من عمليةٍ إلى أخرى ومن علاج إلى آخر وكان يأمل ويتفاءل بالشفاء والعودة للعمل، وتعامل مع المرض والألم بكل صبر ونفسيةٍ متفائلة .
```

الدولة السورية وفّرت لأنور كامل كل ما يمكن من عنايةٍ واهتمام فائق فقد تم إيفاده من قبل وزارة الدفاع إلى باريس لمتابعة العلاج في مستشفى( سالبيتريير ) وإيفاد الطبيب الجراح الأستاذ الدكتور (محسن اسود) الذي كان قد قام هو سابقاً بالعمل الجراحي لمتابعة مسيرة علاجه في باريس، ولكن القدر كان أقوى من كل ذلك وبعد شهرين من المعاناة في باريس عاد إلى سورية ليستكمل علاجه في مشفى المواساة ومن ثم في منزله إلى أن غلبه المرض فقضى نحبه في يوم الثلاثاء بتاريخ 10/ 12 /1974 ،
ودفن في مقبرة الشهداء في الدحداح

## تكريم الدولة السورية له ولذكراه
في مناسبة مرور ذكرى الأربعين على وفاته خصصت جامعة دمشق ونقابة المهندسين ومحافظة دمشق احتفاءاً خاصاً ألقيت فيه كلمات تمثّل وزارة الدفاع وجامعة دمشق ومجلس الشعب ونقابة المهندسين ومحافظة دمشق وألقيت الكلمات التي عبرت بصدق عن تقدير الجميع له ولجهوده الاستثنائية وإنجازاته وما أكثرها في القيمة والعدد مقارنةً مع سنواته المعدودة في العطاء .
لقد كان تكريم الدولة له يعبّر عن موقفٍ إنساني مميّزٍ يدعو للاعتزاز كون مبادراتها قد فاقت الاهتمام به كعضوٍ في البرلمان أو دكتور مهندس برتبة مقدّمٍ في الجيش العربي السوري ولكن الاهتمام والتكريم الذي لاقاه من الدولة قد عكس تقديرها الحقيقي للمخلصين للوطن والصادقين في خدمته فغمرته وغمرت ذكراه بفائق العناية والتقدير فقد تم تكريمه بأن تمت تسمية شارعٍ باسمه يمتد من بداية ساحة العباسيين إلى مدخل مدينة جوبر .
كما تمت تسمية مدرسةٍ ثانويةٍ باسمه هي ثانوية (أنور كامل) في جوبر - دمشق
كما تم وبتوجيه من السيد العماد مصطفى طلاس منحه (ثلاثة سنوات قدم) تكريماً لجهوده ومن أجل أن يكون لأسرته راتباً تقاعدياً بعد وفاته نظراً لعدم كفاية سنوات تطوّعه وخدمته في الجيش العربي السوري والتي لم تتجاوز السنوات العشر .
وقد تم افتتاح المدرسة الثانوية بحضور مدير تربية دمشق السيد فتحي القنواتي وألقيت كلمات التقدير له والتعريف بما قدمه للوطن.

## الوفاة
توفي أنور كامل في الشهر العاشر من العام 1974